# Jenny vola
Jenny vola è un singolo di Alexia pubblicato nel 2013.

## Il brano
La canzone, di stampo elettro-pop, è stata scritta da Maurizio Lobina (componente degli Eiffel 65) e affronta un tema molto delicato sull'universo femminile. È la storia del riscatto di una donna da uno stato di infelicità. Un monito su un tema attualissimo, quello del femminicidio e della violenza sulle donne. Un grido di speranza e di denuncia che l'artista vuole lanciare contro ogni tipo di abuso e ogni tipo di violenza.
Il brano è uscito in radio e nei digital store il 15 novembre.